# Kołoczek (kolonia)
Kołoczek (do 31 grudnia 2002 Kołaczek) – kolonia w Polsce położona w województwie opolskim, w powiecie kluczborskim, w gminie Wołczyn.
1 stycznia 2003 nastąpiła zmiana nazwy kolonii z Kołaczek na Kołoczek.